# Nowica (Basse-Silésie)
Pour les articles homonymes, voir Nowica.
Nowica est une localité polonaise de la gmina de Dobroszyce, située dans le powiat d'Oleśnica en voïvodie de Basse-Silésie.